# Na Petřinách
Na Petřinách je ulice v Praze 6, která začíná nad křižovatkou s ulicemi Střešovická, V Průhledu, Nový lesík a Pod Novým lesem. Pokračuje na Petřiny přes křižovatku na Větrníku, na níž dopravu řídí semafory, dále přes sídliště, z něhož do ní ústí další tři ulice, a končí na konečné zastávce tramvají na Heyerovského náměstí. V celé své délce je obousměrnou ulici, po které jezdí i tramvaje. Většinou své délky je silnicí II. třídy, která společně se Střešovickou odvádí auta z centra Prahy směrem na západ do Horní Liboce, kde se větví na silnice do Ruzyně a do Šárky. Je přibližně 2,7 km dlouhá. Svůj název nese od roku 1930, kdy vznikla. Název se odkazuje na pomístní název Petřiny.

## Historie
Ulice Na Petřinách byla páteřní komunikací spojující od středověku Pražský hrad s Horní Libocí a Ruzyní, podle katastrálních map ze 17.-19. století nevedla přímo, ale respektovala kopcovitý terén, podle nějž se na více místech zatáčela. Po připojení Břevnova, Střešovic a Veleslavína k Velké Praze v roce 1921 byla silnice postupně napřimována a upravována, roku 1930 byla nazvána ulicí Na Petřinách.
Roku 1958 architekti Evžen Benda a Vojtěch Mixa vytyčili přesné vedení ulice a její napojení na síť bočních ulic nového sídliště Petřiny. Terénní vlny byly zplanýrovány a na chodníku vysazeno několik stromů (z nichž do roku 2023 přežil jen kaštan před domem č. 42. Následně bylo prodlouženo vedení tramvajové trati od Střešovické vozovny do konečné zastávky nazvané Horní Liboc - Petřiny. Ulice měla od počátku převážně uniformní charakter panelového sídliště Petřiny, z nějž vybočovaly jen tři vily na návrší nad křižovatkou se Stamicovou ulicí (Na Petřinách 3,5,7) a čtyři domy obchodů a služeb. Nejpopulárnější z nich byla restaurace Samojídelna Na Petřinách 42, během covidu uzavřená a roku 2021 definitivně zrušená. Při rekonstrukci tramvajové trati v letech 2015-2016 byl mezi koleje v celé délce trasy vysazen trávník.

## Průběh
Ulice postupně od centra kříží následující ulice: V Průhledu (vpravo), Střešovická (vpravo), Nový lesík (vpravo), Nad Hradním vodojemem (vlevo), Pod Novým lesem (vpravo), Pod Bateriemi (vlevo), U Vojenské nemocnice (vlevo), Stamicova (vlevo), Veleslavínská (vpravo), Na Větru (vpravo) a naproti Myslivečkova (vlevo), Na Větrníku (v obou směrech), Šantrochova (vlevo), Čílova (v obou směrech), Bubeníčkova (vlevo), Křenova (vpravo), Brunclíkova (vlevo), Ulrychova (vlevo) a U Petřin (vlevo). Nejvýznamnější veřejnou budovou v ulici je Ústřední vojenská nemocnice ležící v katastru Břevnova. Tramvajové zastávky z centra: Baterie, Vojenská nemocnice, Větrník, Petřiny s přestupem na metro Petřiny a sídliště Petřiny. Autobusové zastávky: bez Baterií, názvy shodné, zastávka Větrník je oproti tramvajové posunuta níže před poštu.

## Významné budovy
- Ústřední vojenská nemocnice
- Pošta Praha 616, Na Petřinách 42
- Hotelový dům Na Petřinách 72, arch. Vojtěch Šalda a Josef Polák (1968)
- Areál Hvězda,  arch. Vlado Milunič (2000)
- Obchodní centrum Petřiny při stanici metra Petřiny; sériový obchodní dům Petřiny, po roce 1989 adaptovaný pro francouzský obchodní řetězec Delvita, po něm jej dosud  provozuje Billa. V přízemí je trafika a v prvním patře vietnamská prodejna smíšeného zboží.
- Cukrárna Sladká dílna, Na Petřinách 82

## Zaniklé stavby
- Hasičárna - dřevěná konstrukce pod Střešovickými skalami, stržená kolem roku 1965, nahrazena novostavbou požární stanice na Heyrovského náměstí
- Vila Na Petřinách 7 - konstruktivistická vila byla zbořena roku 2016; novostavba byla organicky propojena se sousedním panelovým domem a rozšířila tak východní hranici sídliště.

## Galerie

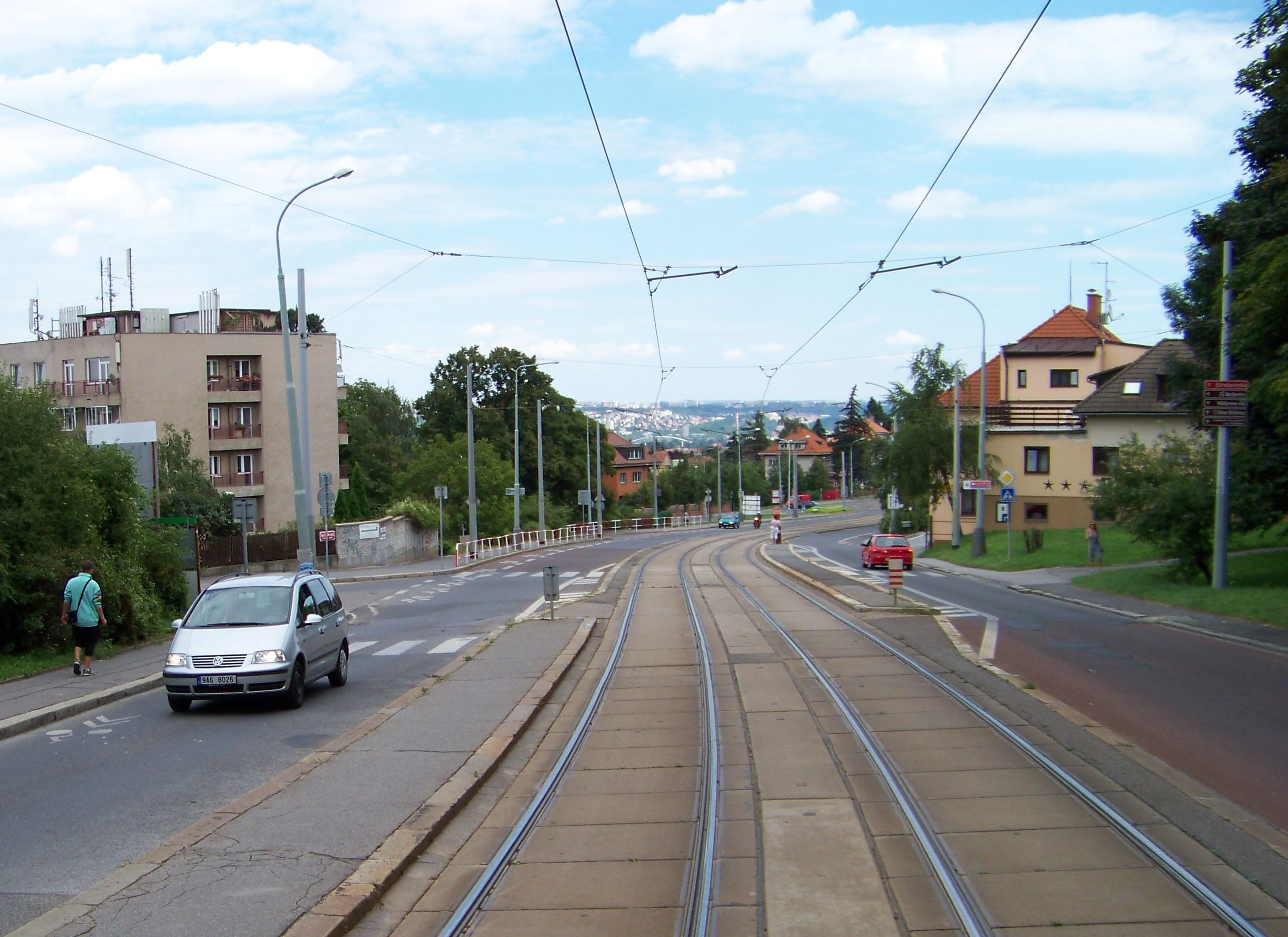
U křižovatky s ulicí Pod Novým lesem
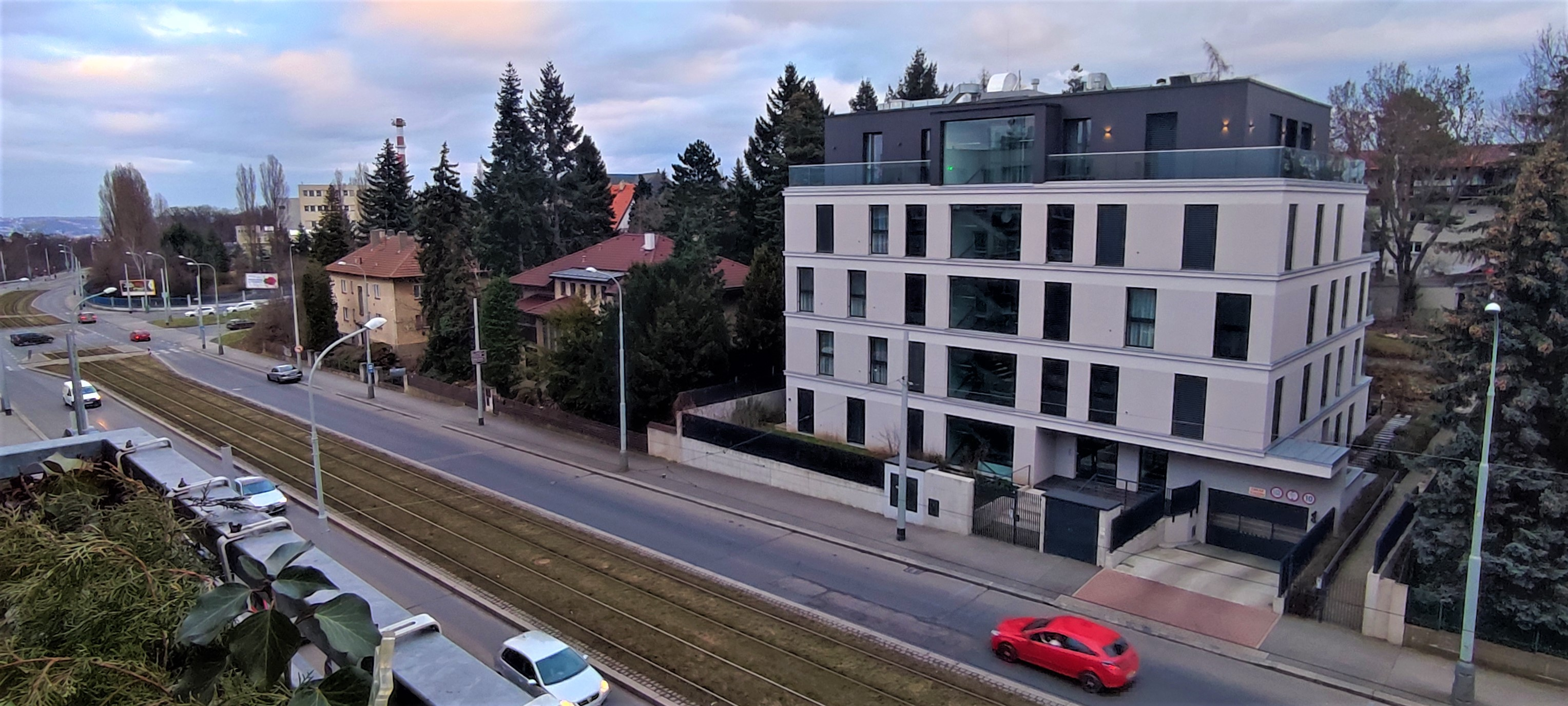
Jižní část od Vojenské nemocnice k novostavbě
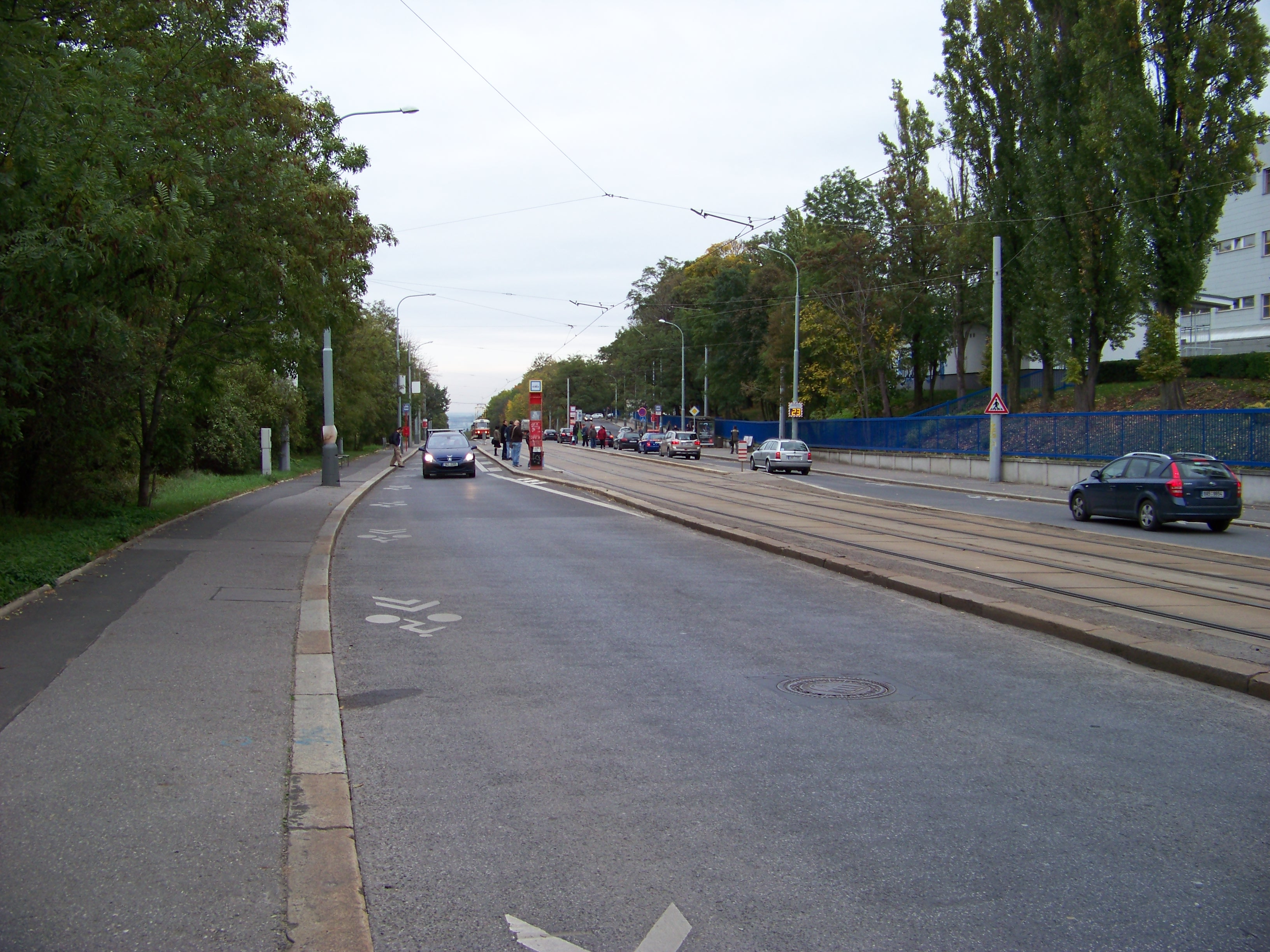
U Ústřední vojenské nemocnice
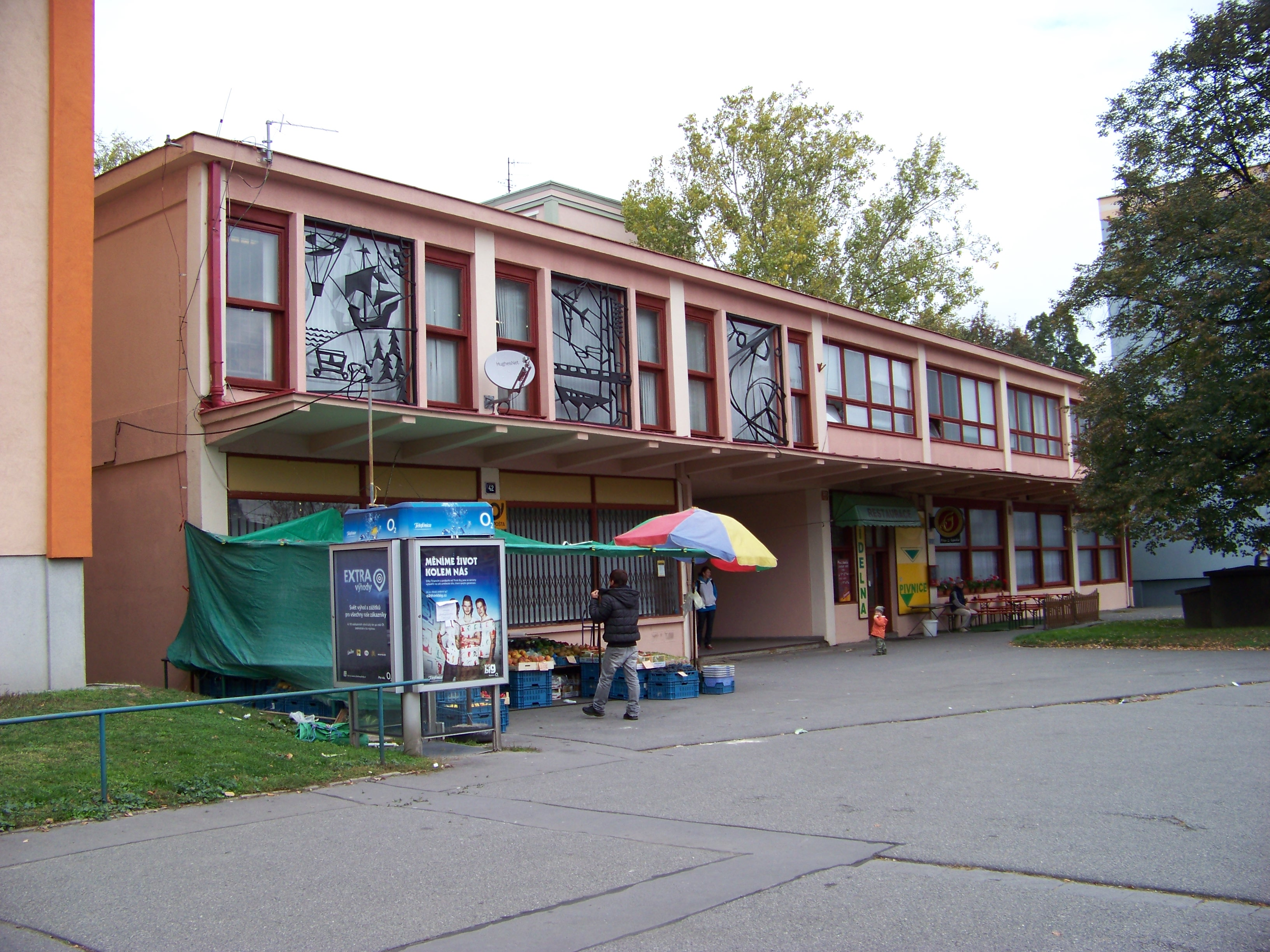
Pošta a Samojídelna Na Petřinách 42
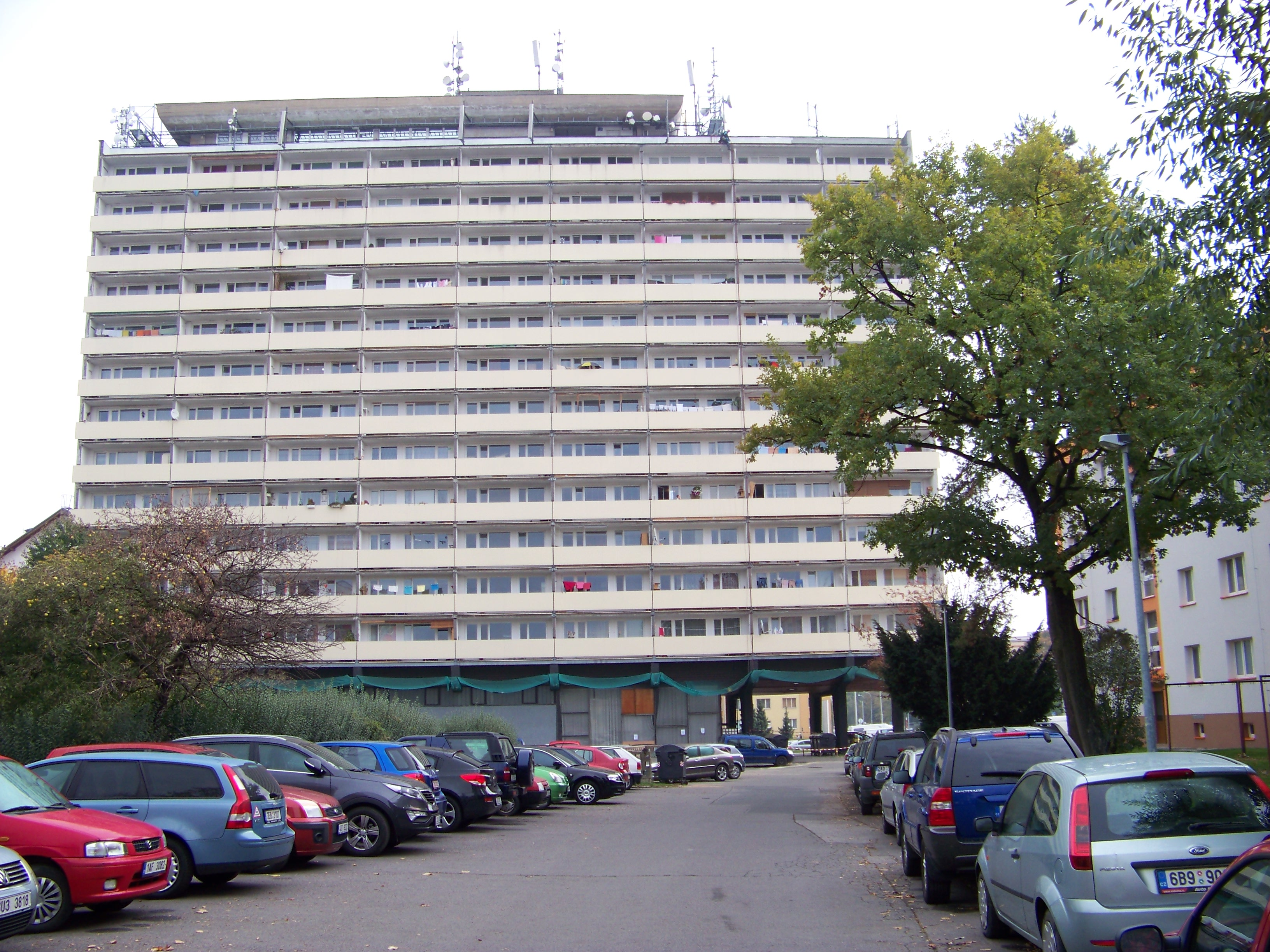
Hotelový dům Na Petřinách 72
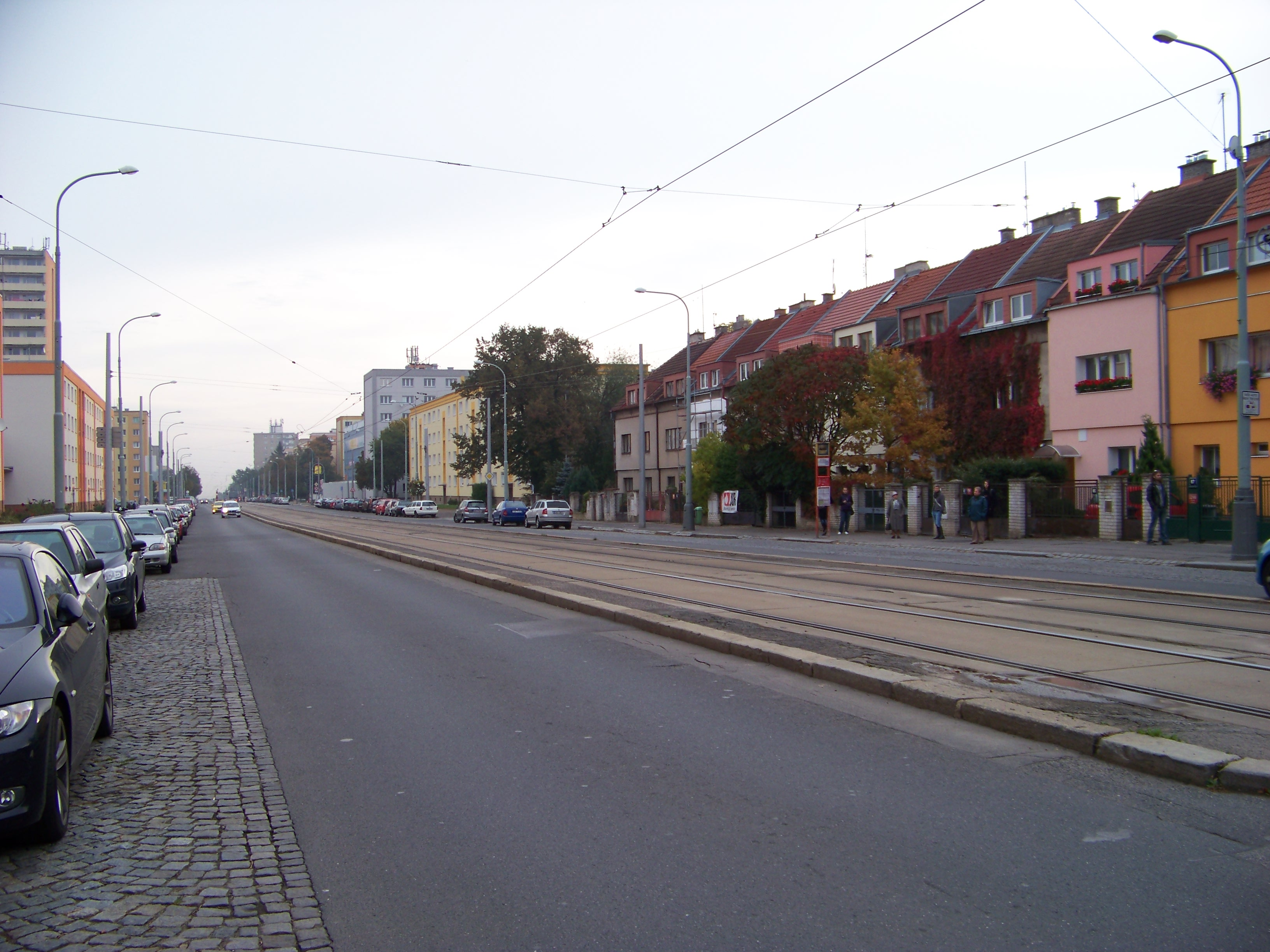
V západní části
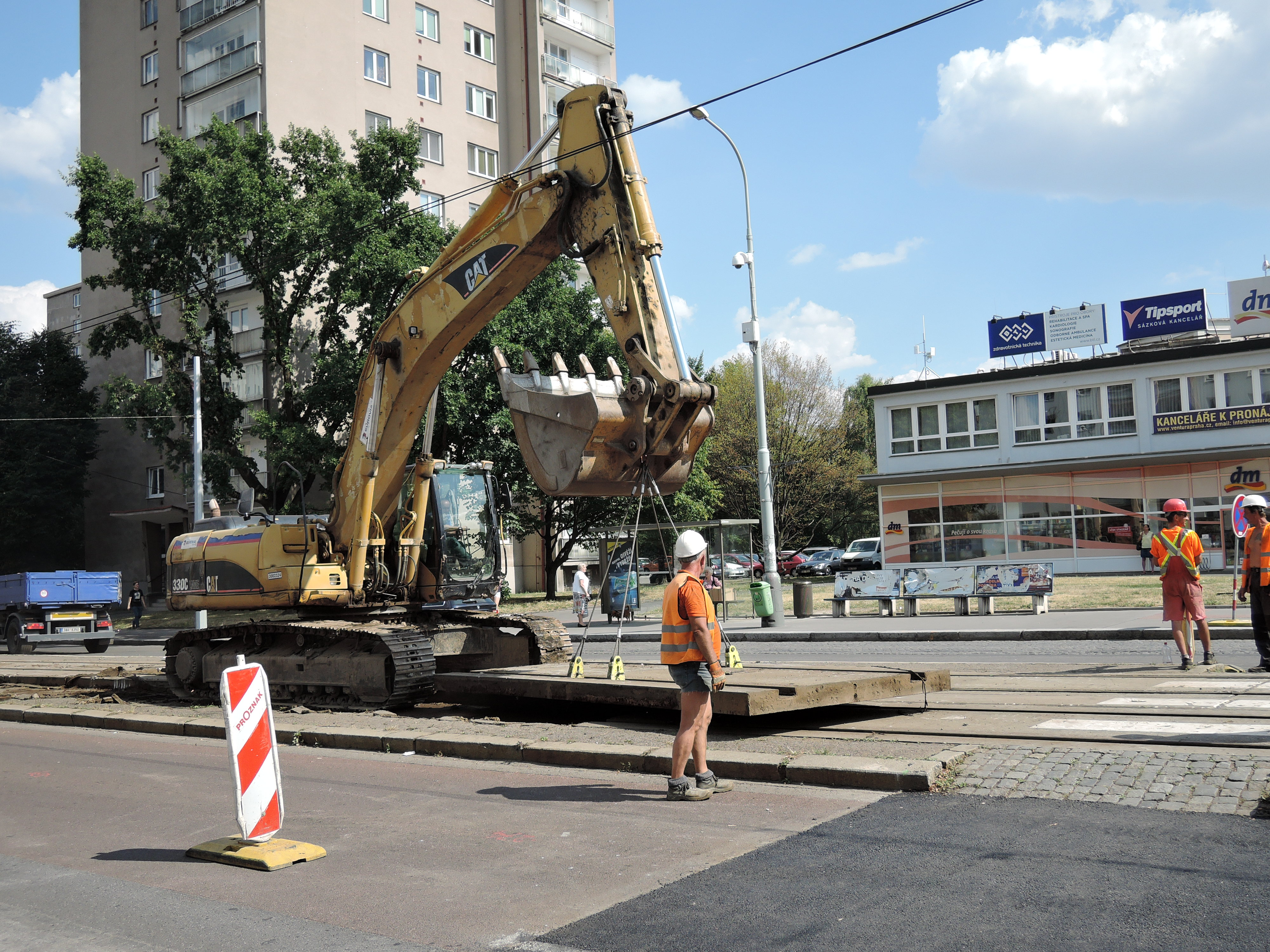
Rekonstrukce tramvajové trati 2015
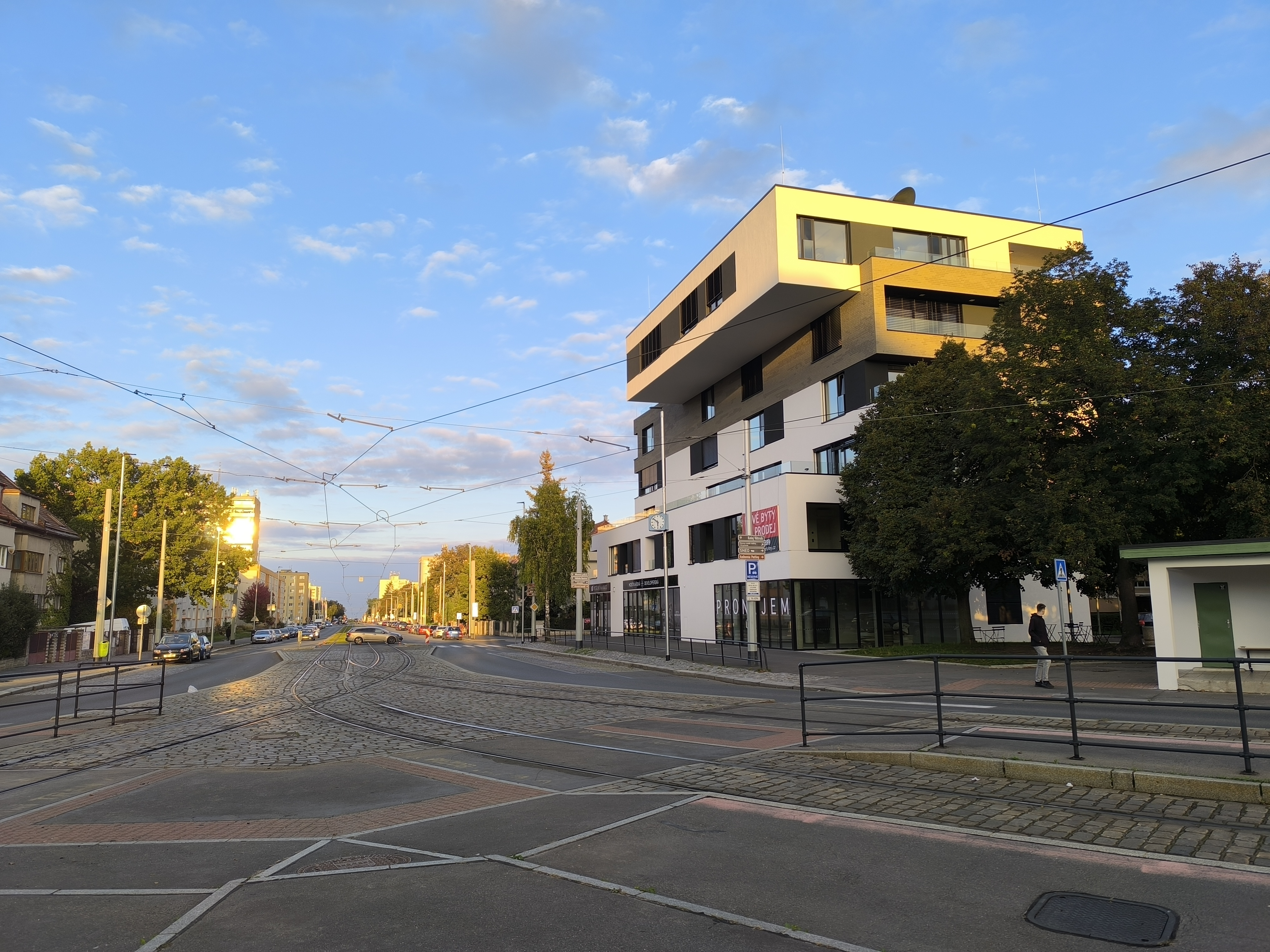
Křižovatka ulice Na Petřinách s Heyrovským náměstím
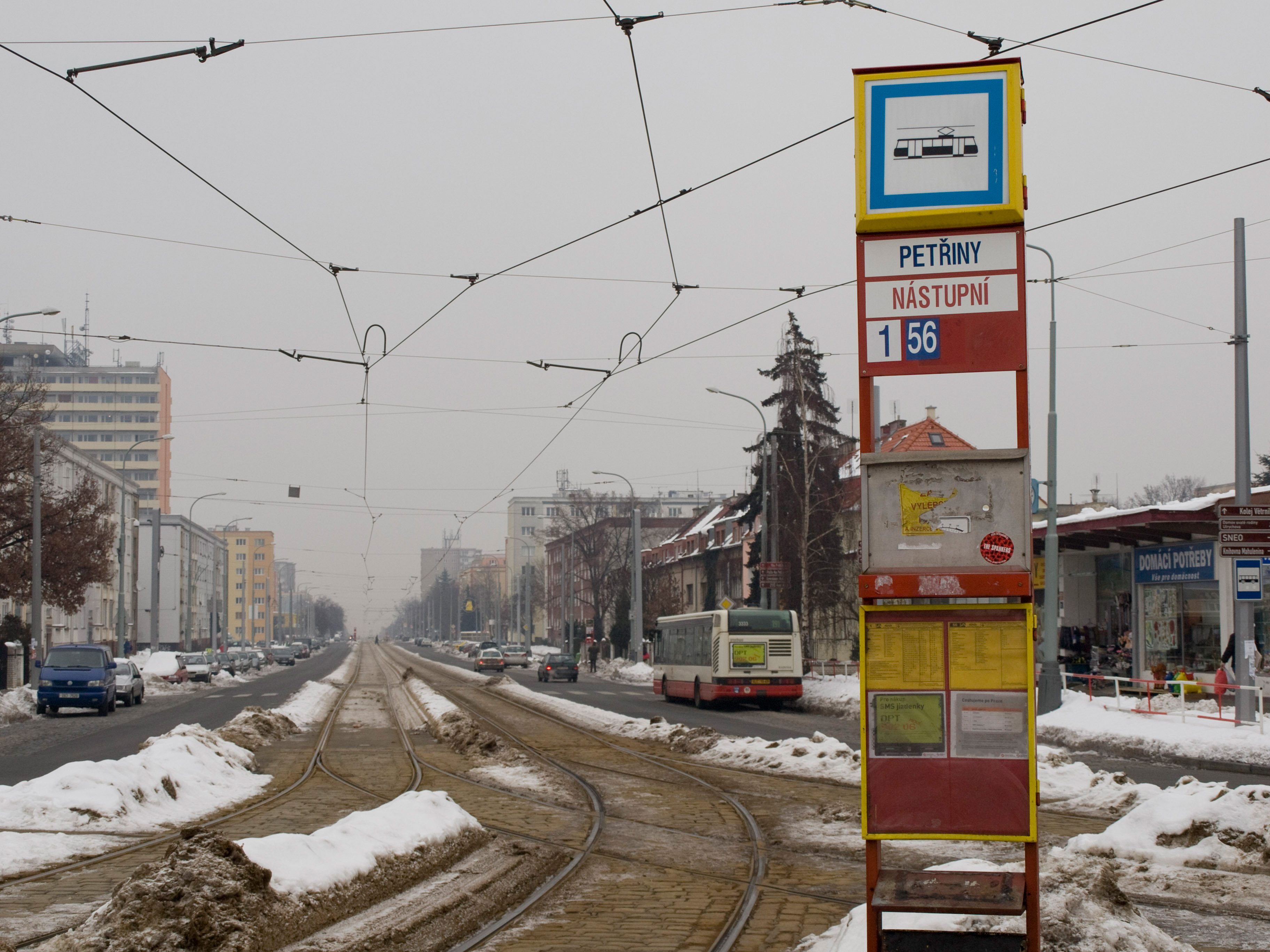
Zimní pohled (2010) z Heyerovského náměstí